# Мэдиган, Бернис
Бернис Мэдиган (англ. Bernice Madigan; 24 июля 1899, Уэст-Спрингфилд, Массачусетс — 3 января 2015, Чешир, Массачусетс, США) — американская долгожительница. Бернис Мэдиган (урожд. Эмерсон) на момент смерти являлась старейшим жителем штата Массачусетс, четвёртым старейшим американским долгожителем, а также пятым старейшим человеком на Земле. Кроме того, она входила в шестёрку последних живущих верифицированных людей, родившихся в 1800-х годах.

## Биография
Бернис Эмерсон родилась в городе Уэст-Спрингфилд (штат Массачусетс) 24 июля 1899 г. Когда Бернис исполнилось 6 лет, её семья переехала в городок Чешир, где она жила до самой смерти. По окончании Высшей школы Адамса в 1918 году она переехала в Вашингтон, где работала секретарём Управления по делам Ветеранов, затем в Казначействе. Бернис Мэдиган — убеждённая республиканка. Она принимала участие в инаугурации президента Уоррена Гардинга 4 марта 1921 года. Её любимыми президентами были Дуайт Эйзенхауэр и Рональд Рейган. «Рейган добился очень многого для правительства. А президент Эйзенхауэр был наилучшим хозяином Белого Дома. Я их обоих очень люблю», — говорила она.
Мэдиган встретила своего будущего мужа Пола в Вашингтоне, и они прожили в браке 50 лет. Пол умер в 1976 году. Она пережила брата Роя Эмерсона и сестру Мэрилин Эмерсон Мартин. Вернулась в Чешир из Силвер-Спринга (штат Мэриленд), в 2007 году.
По случаю 110-го дня рождения Мэдиган сайт Boston.com сообщал, что она никогда не принимала никаких лекарств и витаминов.
Бернис Мэдиган мирно скончалась во сне ранним утром 3 января 2015 года.

## Рекорды долголетия
- 21 декабря 2013 года Мэдиган вошла в число шестидесяти старейших верифицированных женщин, живших когда-либо.
- 22 января 2014 года Мэдиган вошла в число шестидесяти старейших верифицированных людей, живших когда-либо.
- 28 января 2014 года Мэдиган вошла в число пятидесяти старейших верифицированных женщин, живших когда-либо.
- 17 февраля 2014 года Мэдиган вошла в число пятидесяти старейших верифицированных людей, живших когда-либо.
- 17 марта 2014 года Бернис вошла в число сорока старейших верифицированных женщин, живших когда-либо.
- 11 апреля 2014 года Мэдиган вошла в число сорока старейших верифицированных людей, живших когда-либо.
- 24 июля 2014 года Мэдиган стала тридцать четвёртым верифицированным человеком, достигшим 115-летнего возраста.
- 1 августа 2014 года Бернис вошла в число тридцати старейших верифицированных женщин, живших когда-либо.
- 4 сентября 2014 года Мэдиган вошла в число тридцати старейших верифицированных людей, живших когда-либо.
- 24 сентября 2014 года Бернис вошла в число двадцати пяти старейших верифицированных женщин, живших когда-либо.
- 15 ноября 2014 года Мэдиган вошла в число двадцати пяти старейших верифицированных людей, живших когда-либо.
- 24 декабря 2014 года Бернис вошла в число двадцати старейших верифицированных женщин, живших когда-либо. [4][5]

На данный момент входит в список 40 старейших людей в истории.